# Foundiougne
Foundiougne – miasto w zachodnim Senegalu, w delcie rzeki Saloum, otoczone lasami namorzynowymi. Mieszka tu ponad 5 tys. osób. Miasto administracyjnie należy do regionu Fatick. Foundiougne służy turystom często jako baza wypadowa do Parku Narodowego Delta du Saloum.